# ヴィタリー・ウォロトニコフ
ヴィタリー・イワノヴィチ・ウォロトニコフ（ヴォロトニコフ、ボロトニコフ、ロシア語: Вита́лий Ива́нович Воротнико́в、ラテン文字転写の例：Vitaly Ivanovich Vorotnikov, 1926年1月20日 - 2012年2月20日）は、ソビエト連邦の政治家でロシア人。
ミハイル・ゴルバチョフ時代初期にロシア・ソビエト連邦社会主義共和国閣僚会議議長（首相）やロシア共和国最高会議幹部会議長を務めた。

## 来歴・人物
クイビシェフ（現サマーラ）航空技術大学を卒業し、クイビシェフ州ソビエト執行委員会議長を経て、1971年にヴォロネジ州第一書記となる。レオニード・ブレジネフ書記長時代の1975年にロシア共和国第一副首相となるが、1979年にキューバ大使に転出する。このときにソ連共産党中央委社会主義国連絡部長であったユーリ・アンドロポフとつながりを持ったとされる。
1982年6月、ウォロトニコフはクラスノダール地方第一書記に任命される。前任のクラスノダール地方第一書記セルゲイ・メドゥノフはブレジネフ書記長の友人で大規模なキャビア取引汚職事件に関与して1982年春に解任されていた。ウォロトニコフは、クラスノダール地方の整風に努めた。1983年6月ソ連共産党中央委員会総会で政治局員候補に選出され、同総会でソ連共産党中央統制委員会議長に選出されたミハイル・ソロメンツェフ政治局員の後任としてロシア共和国最高会議によって閣僚会議議長（首相）に任命された。1983年12月には政治局員に昇格し、将来のソ連首相候補の一人とも言われるようになる。
1984年のアンドロポフ死後もその地位を保ち、1985年、コンスタンティン・チェルネンコ書記長死後の政治局会議ではゴルバチョフを支持した。ゴルバチョフ時代は一貫して保守派に近い穏健改革派の位置を維持した。ゴルバチョフの始めたペレストロイカが大規模な政治改革を伴うようになり、共産党と国家の一元化の観点から、ソ連を構成する各民族共和国の共産党指導者（党第一書記）は、最高会議幹部会議長を兼務することとなった。1988年にウォロトニコフもロシア共和国最高会議幹部会議長に就任した。旧来の最高会議を改組して人民代議員大会が創設されることになり、1990年に最高会議選挙が実施、急進改革派のボリス・エリツィンが最高会議議長に就任し、政治的に失権した。
2012年2月20日、モスクワで死去。86歳没。